# Les Chiens de l'hiver
Les Chiens de l'hiver (titre original : A Winter Haunting) est un roman de Dan Simmons paru aux États-Unis en 2002.

## Résumé
Qu'est-ce qui a poussé Dale, universitaire dépressif et auteur de romans à succès, à s'installer seul à Elm Haven, un lieu perdu de l'Illinois ? Cherche-t-il à élucider les mystères de cet été 1960 au cours duquel son meilleur ami, Duane, a péri, déchiqueté par un engin agricole ? Va-t-il enfin écrire le grand, le vrai roman de leur adolescence ? Il n'aura pas longtemps à se poser la question. La maison qu'il a louée - celle même où vivait Duane - est le théâtre de phénomènes étranges. Des chiens noirs venus de nulle part rôdent devant la porte, des bruits se font entendre à l'étage, des messages menaçants apparaissent sur son ordinateur, en vieil anglais. Et voici que de vrais fantômes surgissent... Hallucinations ou réalités ? Intimidation ou irruption de l'au-delà ? Renouant avec l'univers fantastique de Nuit d'été, Dan Simmons nous entraîne pas à pas dans un cauchemar terrifiant. Mais les clefs ne nous seront fournies qu'aux toutes dernières lignes...

## Commentaires
Les Chiens de l'hiver est la troisième partie de ce que Dan Simmons a appelé le triptyque Elm Haven, dont les deux autres parties sont Nuit d'été et Les Fils des ténèbres.

## Éditions
- A Winter Haunting, William Morrow and Company, 22 janvier 2002, 303 p.  (ISBN 0-380-97886-5)
- Les Chiens de l'hiver, Le Rocher, 23 octobre 2003, trad. Guy Abadia, 280 p.  (ISBN 978-2-268-04834-5)
- Les Chiens de l'hiver, Le Livre de poche no 30412, 12 octobre 2005, trad. Guy Abadia, 440 p.  (ISBN 978-2-253-11085-9)
- Les Chiens de l'hiver, Pocket, coll. « Science-fiction » no 7271, 12 novembre 2020, trad. Guy Abadia, 448 p.  (ISBN 978-2-266-29264-1)